# ヴァルボンディオーネ
ヴァルボンディオーネ（伊: Valbondione  ( 音声ファイル)）は、イタリア共和国ロンバルディア州ベルガモ県にある、人口約1,000人の基礎自治体（コムーネ）。

## 地理

### 位置・広がり
ベルガモ県北東部のコムーネ。ソンドリオから南南東へ18km、県都ベルガモから北東へ45km、州都ミラノから北東へ90kmの距離にある。

#### 隣接コムーネ
隣接するコムーネは以下の通り。括弧内のSOはソンドリオ県所属を示す。
- カローナ
- ガンデッリーノ
- グローモ
- ピアテーダ (SO)
- ポンテ・イン・ヴァルテッリーナ (SO)
- テーリオ (SO)
- ヴィルミノーレ・ディ・スカルヴェ

### 地震分類
イタリアの地震リスク階級 (it) では、3 に分類される
。

## 行政

### 山岳部共同体
広域行政組織である山岳部共同体「ヴァッレ・セリアーナ山岳部共同体」  (it:Comunità montana della Valle Seriana)  （事務所所在地：クルゾーネ）を構成するコムーネである。

### 分離集落
ヴァルボンディオーネには、以下の分離集落（フラツィオーネ）がある。
- Bondione (sede comunale), Fiumenero, Lizzola